# Médeia (Cherubini)
A Médeia (franciául Médée) Luigi Cherubini egy háromfelvonásos operája. Szövegkönyvét François Benoit Hoffmann írta Pierre Corneille Médeiájának feldolgozásával. A művet 1797. március 13-án mutatták be először a párizsi Théâtre Feydeau-ban. Magyarországon 1803. december 23-án mutatták be először a pesti rondellában. A sokáig elfeledett operát  Franz Lachner 1855-ös recitatívós, olasz nyelvű változatában Maria Callasnak köszönhetően ismerte meg a közönség, amikor a híres szoprán 1953-ban Firenzében a címszerepet énekelte. A művésznő az opera 31 felújításában/bemutatásában vett részt.

## Szereplők
| Szereplő                                 | Hangfekvés   |
| ---------------------------------------- | ------------ |
| Médeia, Aetes, Kolchis királyának leánya | szoprán      |
| Iaszón, az argonauták vezére             | tenor        |
| Kreón, Korinthosz királya                | bariton      |
| Kreusza, a leánya                        | szoprán      |
| Nerisz, Médeia szolgálója                | alt          |
| Kreusza első kísérője                    | szoprán      |
| Kreusza második kísérője                 | mezzoszoprán |
| Az argonauták egy alvezére               | tenor        |
| Iaszon gyermekei                         | néma szerep  |

## Cselekmény
- Helyszín: Korinthosz
- Idő: történelem előtti idők

### Első felvonás
Médeia és Iaszón valamikor összetartoztak. Médeia varázslatokkal és ármánykodásokkal segített Iaszónnak megszerezni az aranygyapjút, de a férfi megelégelte felesége bűneit, rá is unt és elhagyta. Most elérkezett az idő, hogy új házasságot kössön, választottja Kreusza, a korinthoszi király leánya. A korinthoszi palotában Iaszón és Kreusza esküvőjére készülnek. Kreusza tart Médeia bosszújától, de Iaszón nyugtatja. A testőrség kapitánya váratlanul egy fekete fátyolba burkolt asszonyt vezet elő, akire gyanús viselkedése miatt figyeltek fel. Fellebbentvén fátylát, döbbenten ismerik fel benne Médeiát. Kreusza ájultan esik össze. Amikor kettesben maradnak, Médeia emlékezteti Iaszónt együtt töltött éveik boldogságára és közös dolgaikra, és arra is, hogyan segített neki megszerezni az aranygyapjút. Iaszón azonban már nem akar hallani egykori feleségéről. A dühös király, Kreón száműzi Médeiát, aki válaszképpen megátkozza az egész királyi családot.

### Második felvonás
Nerisz jelenti Médeiának, hogy a nép mindenütt elzárta az utat és a halálát akarja. Médeia arra kéri Iaszónt, hogy még egy napig maradhasson, egyrészt, hogy jelen lehessen az esküvőn, másrészt, hogy elbúcsúzhasson gyermekeitől. Kérése annyira szívbe markoló, hogy Iaszón bólintására Kreón király megengedi, hogy maradhasson. Médeia - megbékélése jeléül - szolgálója és bizalmasa, Nerisz közvetítésével egy varázsigékkel átszőtt díszes fátylat és egy diadémot ajándékoz Kreuszának, hogy azokat viselje esküvőjén. Amikor ajándékát elviszik, diadalmasan kiált föl: egyetlen órát sem tölthet majd Kreusza Iaszón karjaiban, mert a fátyol és a diadém gyorsan ölő mérget rejt, belélegezve halált okoz.

### Harmadik felvonás
Médeia megpróbálja leszúrni két gyermekét, de az utolsó pillanatban másként dönt, mert úgy érzi, hogy még nem jött el a bosszú ideje, ezért Nerisszel a közeli templomba küldi őket. Hirtelen Kreusza segélykiáltása hallatszik. A méreg hatott, Iaszón lesújtva jön elő, szerelmese nem él már. Médeia teljessé teszi átkát: elrohan a templomba, s visszatérvén véres tőrét mutatja férjének, megölte gyermekeiket. A felbőszült tömeg végez Médeiával.

## Diszkográfia
- Phyllis Treigle (Medeia), Carl Halvorson (Iaszón), D'Anna Fortunato (Nerisz), David Arnold (Kreon) stb.; Chorus Quotanus, Brewer Kamarazenekar, vez.: Bart Folse (1997) Newport Classic NPD 85622/2 [az 1797-es francia változat első felvétele]
- Sass Sylvia (Medeia), Veriano Luchetti (Iaszón), Kalmár Magda (Nerisz), Kováts Kolos (Kreon) stb.; Magyar Rádió Ének- és Zenekara, vez.: Lamberto Gardelli (1977) Hungaroton HCD 11904–05 [a 20. században játszott 1855-ös olasz, recitatívós változat]